# 赫恩利山
46°46′21″N 9°37′22″E / 46.77244°N 9.62280°E

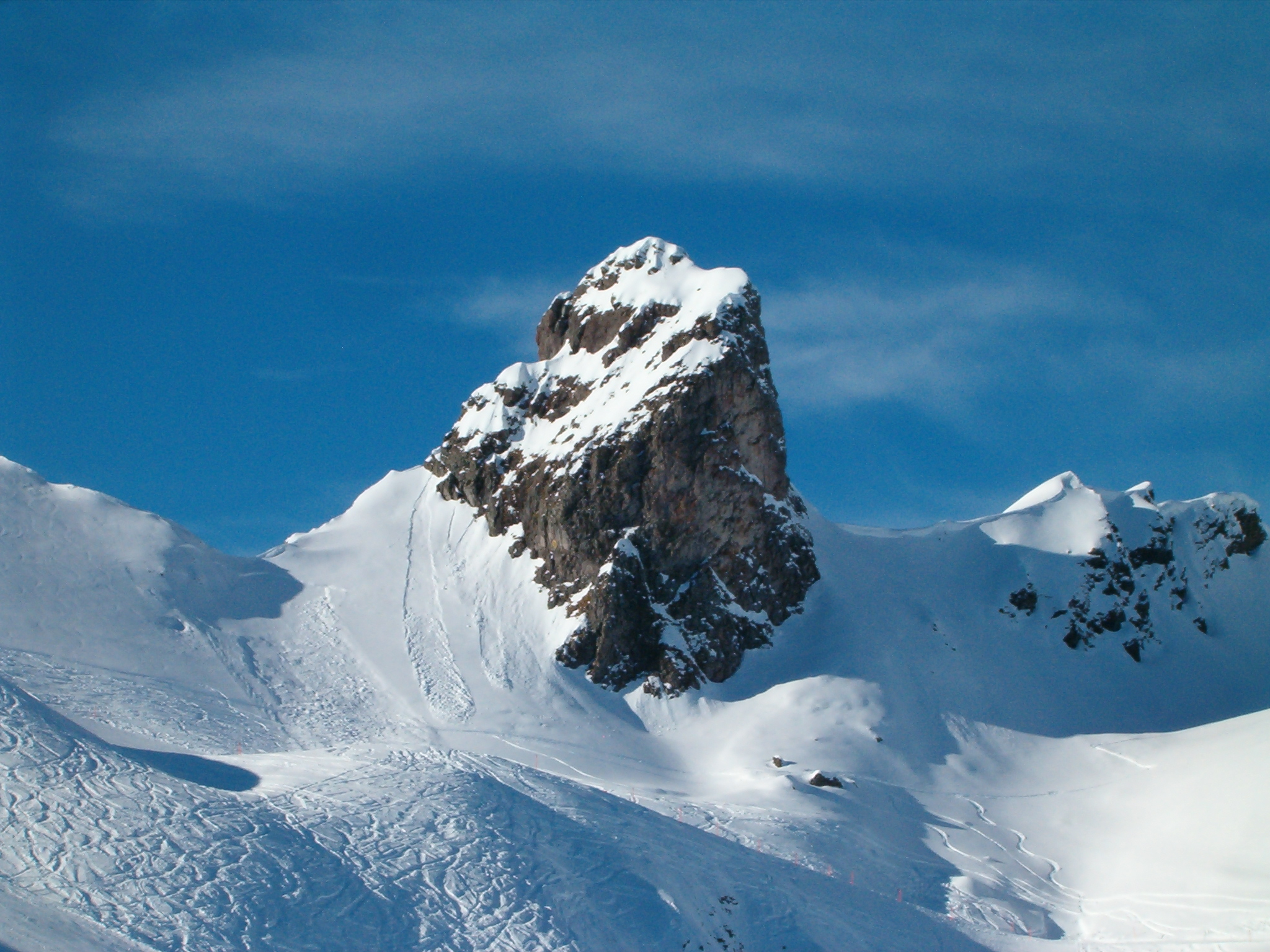

赫恩利山（Hörnli），是瑞士的山峰，位於該國東南部，由格勞賓登州負責管轄，屬於普萊蘇爾阿爾卑斯山脈的一部分，處於阿羅薩，海拔高度2,496米。